# 国道293号

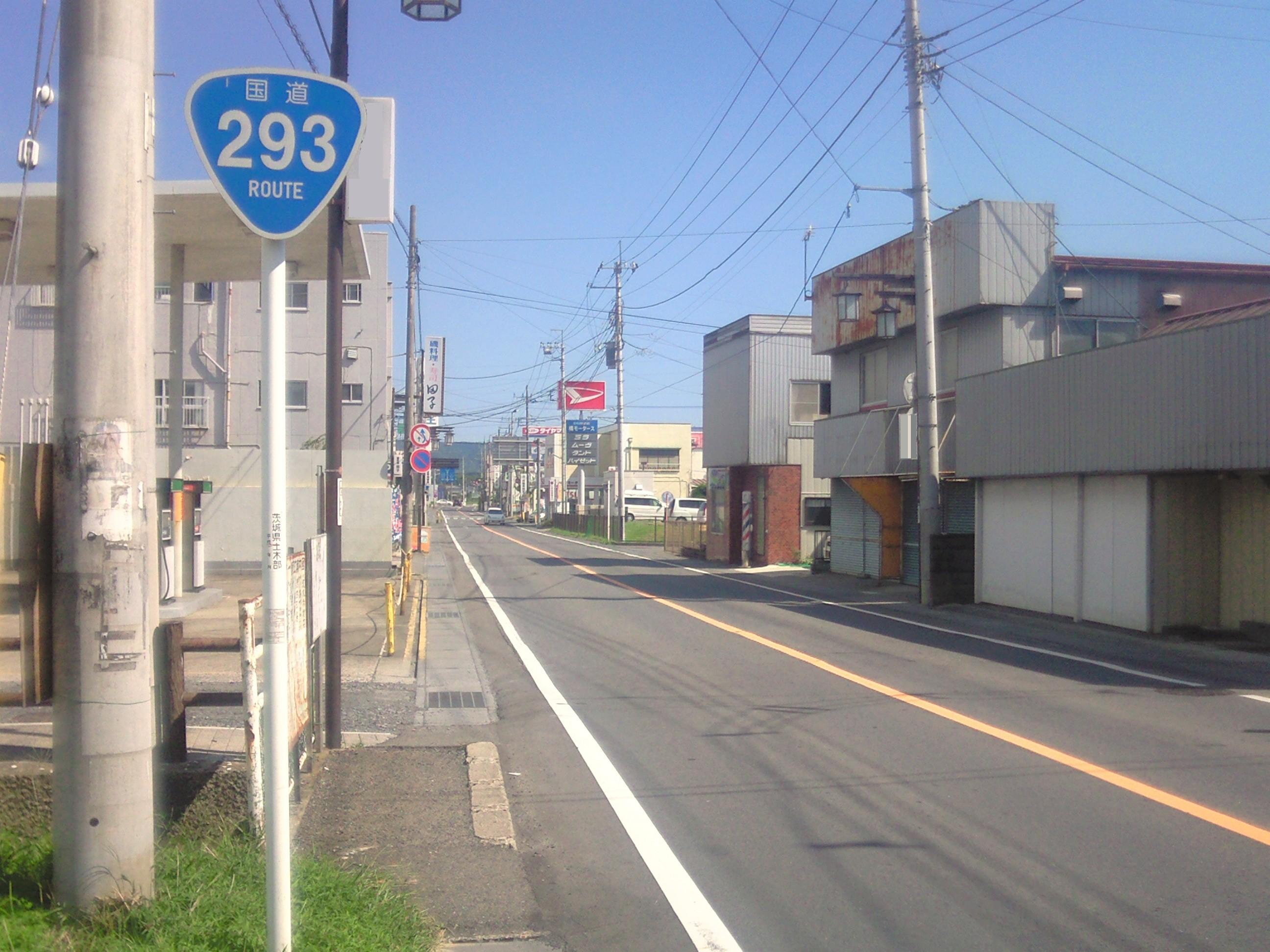
JR常陸太田駅付近（常陸太田市山下町）

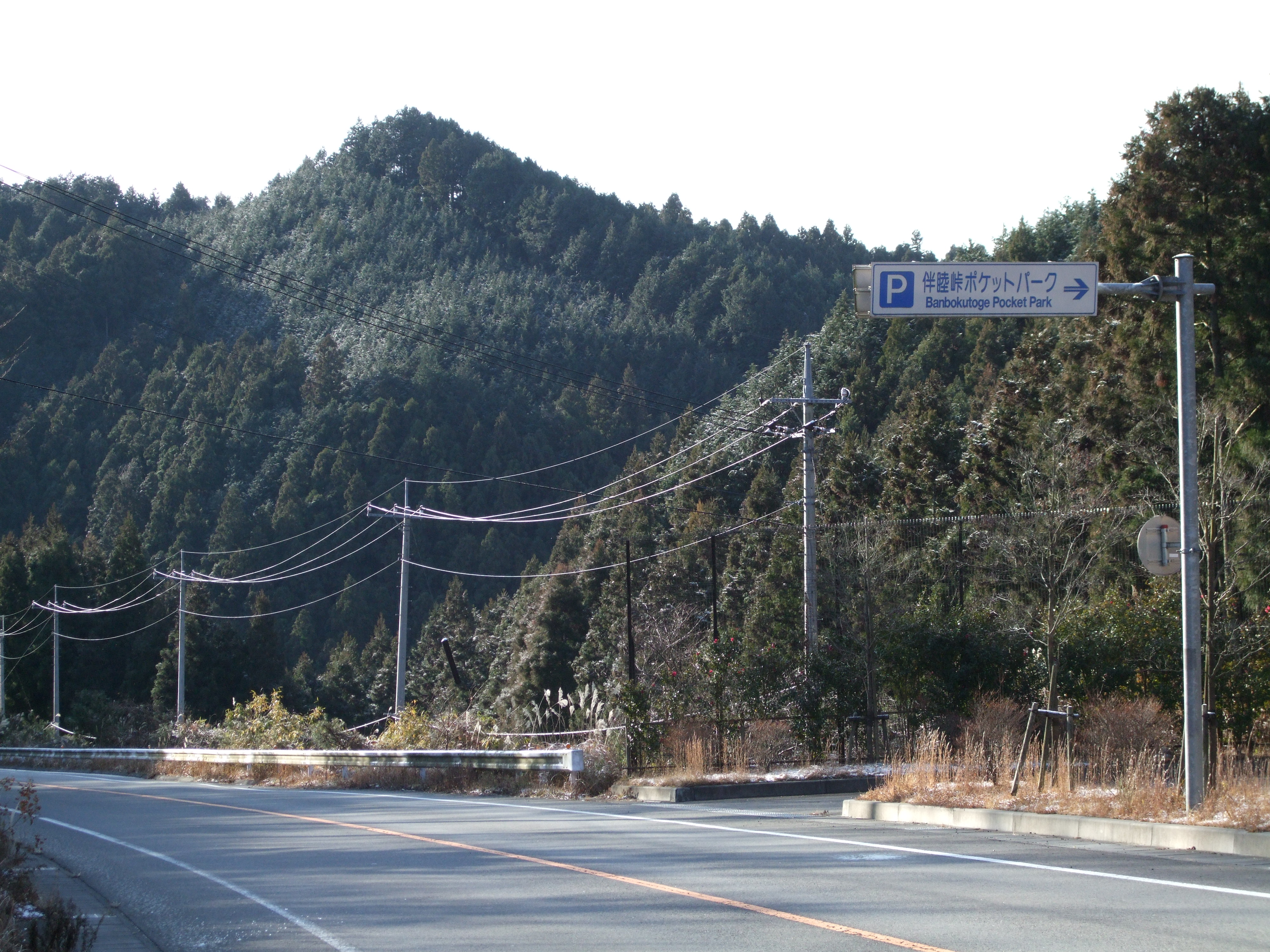
伴睦峠（那珂川町矢又）

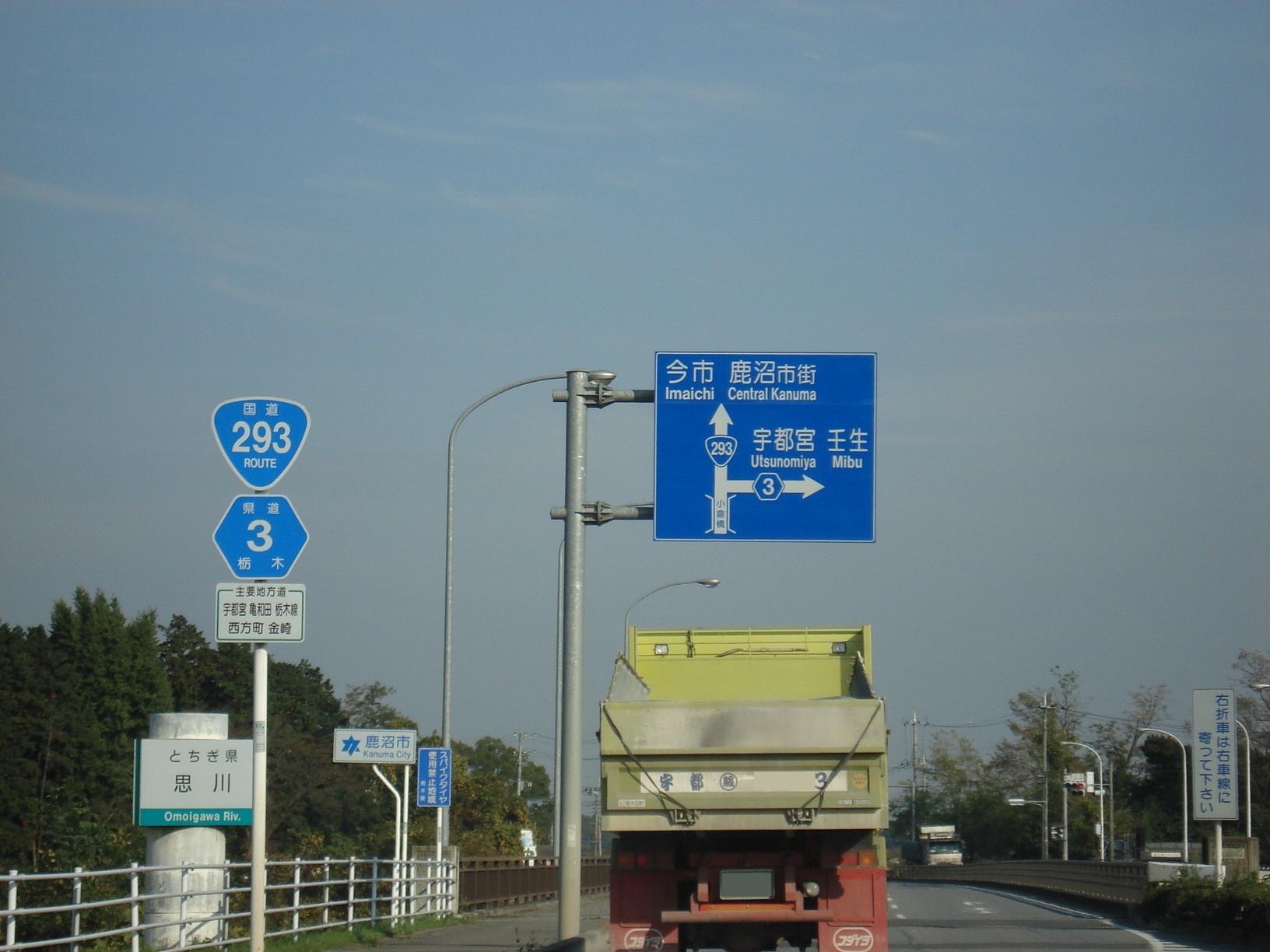
小倉橋（栃木市西方町金崎）

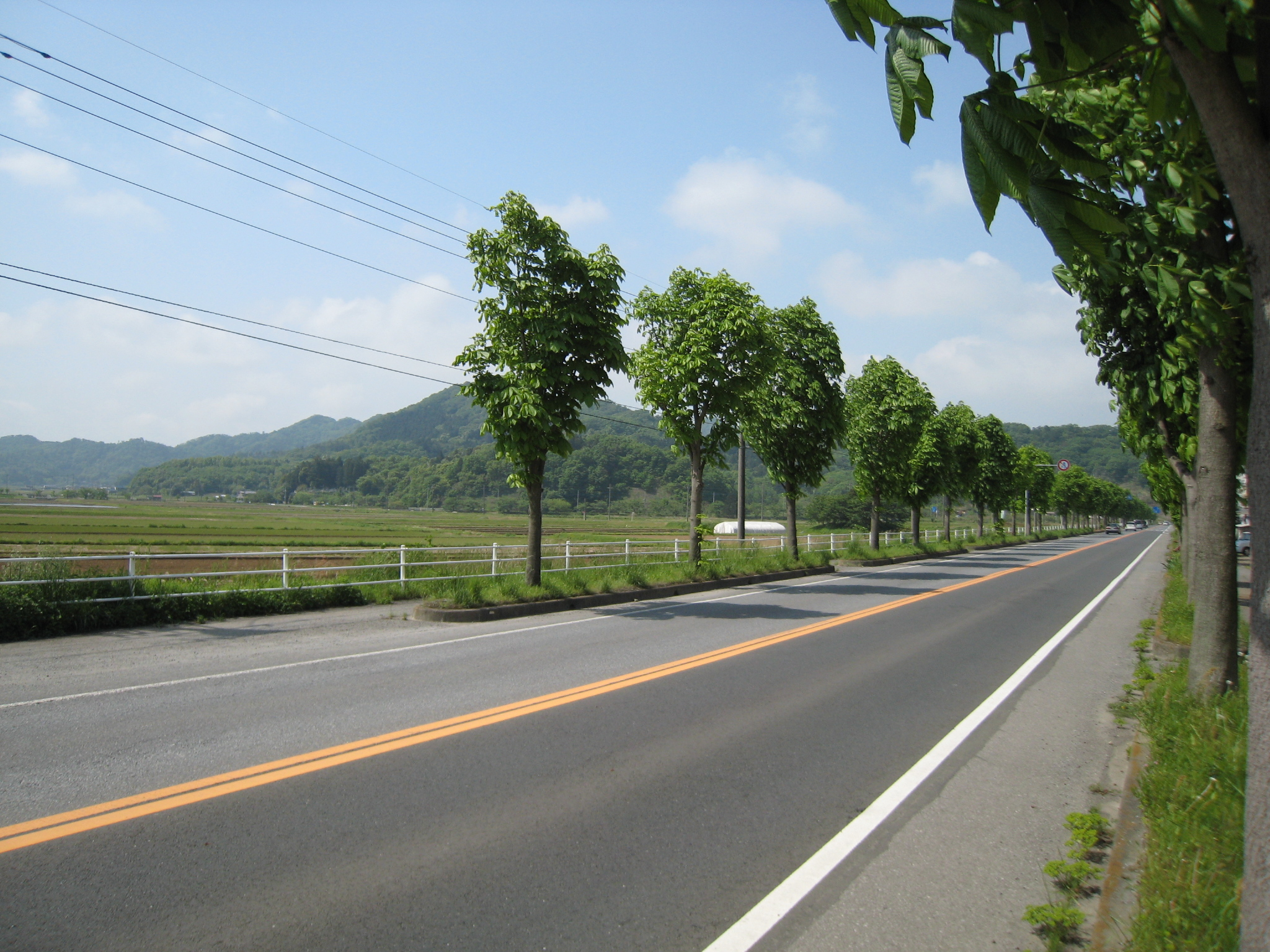
佐野市赤見町

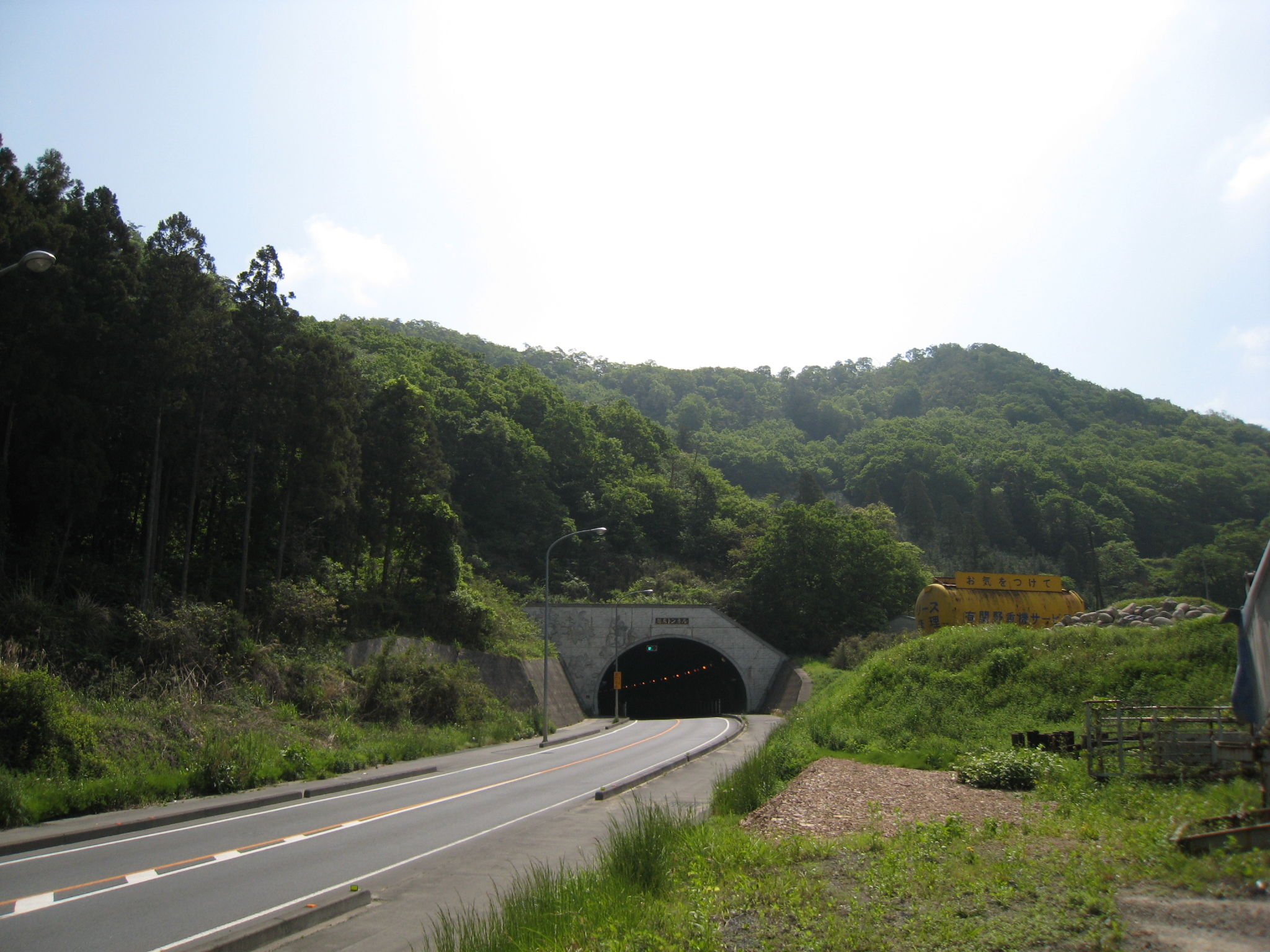
越床峠（足利市樺崎町）

国道293号（こくどう293ごう）は、茨城県日立市から栃木県足利市に至る一般国道である。

## 概要
茨城県北臨海部と栃木県など内陸部との交流・連携を支える東西約178 kmの広域幹線道路。茨城県日立市を通る国道245号交点（留町交差点）を起点に内陸部へ進み、常陸太田市、常陸大宮市、栃木県宇都宮市、鹿沼市、栃木市を経て、足利市の国道50号足利バイパス交点（卸売市場前交差点、旧称・公設市場前交差点）を終点とする。常陸太田市街には、北行きの一方通行の区間と一方通行ではないが隘路の区間があるためその区間に入る前の道路標識では、この区間を通らずに市街を通り抜けるように先の方面が表示されている。

### 路線データ
一般国道の路線を指定する政令に基づく起終点および重要な経過地は次のとおり。
- 起点：日立市（留町交差点 = 国道245号交点）
- 終点：足利市（卸売市場前交差点 = 国道50号交点）
- 重要な経過地：常陸太田市、茨城県那珂郡大宮町[注釈 3]、栃木県那須郡馬頭町[注釈 4]、同郡小川町[注釈 4]、同県塩谷郡氏家町[注釈 5]、宇都宮市、鹿沼市、栃木市
- 総延長 : 177.6 km（茨城県 58.3 km、栃木県 119.3 km）重用延長含む[2][注釈 6]
- 重用延長 : 0.7 km（茨城県 0.1 km、栃木県 0.7 km）[2][注釈 6]
- 未供用延長 : なし[2][注釈 6]
- 実延長 : 176.8 km（茨城県 58.2 km、栃木県 118.6 km）[2][注釈 6]
  - 現道 : 158.9 km（茨城県 48.9 km、栃木県 110.1 km）[2][注釈 6]
  - 旧道 : 6.4 km（茨城県 0.4 km、栃木県 5.9 km）[2][注釈 6]
  - 新道 : 11.6 km（茨城県 8.9 km、栃木県 2.6 km）[2][注釈 6]
- 指定区間：国道4号と重複する区間（栃木県さくら市・川岸交差点 - 馬場南交差点）[3]

## 歴史
- 1970年（昭和45年）4月1日 - 一般国道293号（日立市 - 足利市）として指定[4]。
- 1972年（昭和47年）12月7日 - 日立市留町 - 同市大和田町（4.138 km）を道路拡幅改良[5]。
- 1973年（昭和48年）
  - 3月22日 - 茨城県那珂郡美和村大字鷲子地内の狭隘区間（最小幅員3.0 m、延長1.46 km）を2車線化改良[6]。
  - 5月1日 - 那珂郡緒川村大字上小瀬地内の狭隘な現道（明峰中学校前 - 緒川総合支所前交差点間、最小幅員3.0 m）の道路改良バイパス（630 m）を供用開始[7]。
- 1974年（昭和49年）3月29日 - 那珂郡大宮町大字富岡 - 同町字宮中の富岡橋を含む道路改良バイパス（1.36 km）を供用開始[8]。
- 1975年（昭和50年）6月23日 - 那珂郡緒川村大字小舟地内の狭隘な現道（最小幅員3.0 m、延長2.22 km）の道路改良バイパス（2.19 km）を供用開始[9]。
- 1976年（昭和51年）7月21日 - 喜連川バイパス開通[10]。
- 1977年（昭和52年）9月12日 - 那珂郡大宮町大字高巣 - 同町大字東野の道路改良バイパス（2.78 km）開通および、旧道（2.685 km）が指定解除され、大宮町道へ降格[11]。
- 1978年（昭和53年）3月 - 氏家バイパス供用開始[12]。
- 1979年（昭和54年）5月25日 - 花立トンネル開通[13]。
- 1986年（昭和61年）
  - 7月31日 - 那珂郡緒川村大字上小瀬（緒川総合支所北交差点 - ）の旧道（2.36 km）が指定解除され緒川村道へ降格[14]。
  - 8月18日 - 那珂郡美和村大字鷲子地内の旧道区間（1.54 km）が指定解除され美和村道へ降格[15]。
- 1987年（昭和62年）5月6日 - 那珂郡美和村大字小田野 - 大字鷲子の旧道区間（641 m）が指定解除され美和村道へ降格[16]。
- 1988年（昭和63年）11月4日 - 那珂郡緒川村大字小舟 - 同郡美和村大字小田野の旧道（2.69 km）が指定解除され緒川・美和村道へ降格[17]。
- 1992年（平成4年） - 下小倉バイパス全線開通[18]。
- 1994年（平成6年）3月 - 金崎バイパス全線供用開始[19]。
- 1995年（平成7年）9月7日 - 小川バイパス供用開始[20]。
- 1996年（平成8年） - 越床トンネル（樺崎バイパス）開通[21]。
- 1997年（平成9年） - 大柿バイパス開通[22]。
- 1999年（平成11年）11月 - 伴睦峠高架橋区間を含む矢又工区供用開始[23]。
- 2000年（平成12年）
  - 鹿沼南バイパス（１期工区）1.96 kmが供用開始[24]。
  - 4月1日 - 茨城県日立市留町 - 日立市大和田町の区間が、通行する車両の最大重量限度25トンの道路に指定される[25]。
- 2001年（平成13年）3月1日 - 日立市大和田町 - 常陸太田市岡田町、同市山下町、同市宮本町 - 那珂郡美和村大字鷲子の各区間が、通行する車両の最大重量限度25トンの道路に指定される[26]。
- 2004年（平成16年）3月22日 - 日立市留町 - 同市大和田町の区間が、通行する車両の高さの最高限度4.1 mの道路に指定される[27]。
- 2008年（平成20年）7月8日 - 馬頭バイパス（1期工区：那珂川町矢又 - 三枚橋交差点）供用開始[28]。
- 2009年（平成21年）1月 - 志鳥バイパス供用開始[23]。
- 2010年（平成22年）12月 - 鹿子畑バイパス供用開始[23]。
- 2011年（平成23年）3月 - 北関東自動車道開通に伴い当路線と足利ICが接続。これに伴い大月拡幅事業区間が一部で4車線供用開始[23]。
- 2012年（平成24年）8月 - 新会沢トンネル供用開始[29]。
- 2014年（平成26年）3月23日 - 馬頭バイパス（2期工区：三枚橋交差点 - 都橋）供用開始されたことにより全区間での供用開始[28]。
- 2015年（平成27年）11月25日 - 鹿沼南バイパス（2期工区：2.3 km）が暫定2車線で供用開始[24]。
- 2016年（平成28年）3月11日 - 足利市助戸新山町から有楽町までの区間で新たな経路が指定される[30]。
- 2019年（平成31年）4月1日 - 常陸太田市花房町（花房交差点） - 同市宮本町、常陸太田市山下町（山下町交差点） - 日立市大和田町（大和田町交差点）の区間を、通行する車両の高さの最高限度が4.1 mの道路に指定[31]。
- 2019年（令和元年）7月31日 - 日立市留町（留町交差点） - 同市大和田町を、国際コンテナ車[注釈 7]の重量・長さ上限を引き上げる道路に指定[32]。

## 路線状況
茨城県常陸太田市の市街地を通る現道区間は、幅員が狭く屈曲しているためボトルネックとなっており、特にJR常陸太田駅前は朝・夕の通勤通学時間帯に慢性的な渋滞が発生する。このため、同市街地の北側で大きく迂回するバイパス道路の整備が進められている。

### 通称
- 旧陸羽街道（栃木県さくら市）
- 日光例幣使街道（栃木県鹿沼市）
- トリコット通り（栃木県足利市）
- 昭和通り（栃木県足利市）

### バイパス・改良事業など
- 常陸太田東バイパス
  - 常陸太田市街地の慢性的な交通渋滞を緩和する目的で、1993年（平成5年）度より事業化された、常陸太田市大森町 - 増井町間の常陸太田市街を迂回する延長8.99 km、幅員15 - 18 m、車道部6.5 m/2車線の道路改築事業中のバイパス道路[33]。これまで同市増井町の清掃センター北から大平町の久米小学校[注釈 8]入口の西側延長部分のバイパスが開通しており、その東側の延長として計画されたバイパスである。2021年（令和3年）までに常陸太田市大森町 - はたそめ団地までの4.8 km区間と常陸太田市瑞龍町 - 増井町地内の820 m区間が部分供用中である[35][33]。
  - 1993年（平成5年）度 : 事業化[36]。
  - 1996年（平成8年）3月28日 : 常陸太田市増井町 - 久慈郡金砂郷町久米間が部分開通[37]。
  - 2004年（平成16年）11月28日 : 常陸太田市幡町 - 同市岡田町の区間(約1.86 km)が部分開通[38]。
  - 2005年（平成17年）11月30日 : 常陸太田市真弓町地内（世矢小学校前）の一部区間（約0.32 km）を供用開始[39]。
  - 2015年（平成27年）7月8日 : 大森町 - 岡田町間2.940 kmが供用開始となり、大森町において現道と接続した[40][41]。
  - 2020年（令和2年）6月11日 : 常陸太田市瑞龍町地内の国道349号から市道0117号線までの区間380 mを供用開始[42][43]。
  - 2021年（令和3年）8月30日 : 常陸太田市瑞龍町 - 増井町地内の区間440 mを供用開始[35][44]。
- 矢又工区
  - 伴睦峠付近約3.8 kmの線形改良事業。法面崩落や落石の危険もあるため伴睦峠高架橋などの新道へ切り替え工事を行った[23]。
- 馬頭バイパス
  - 旧馬頭町内は幅員が狭く直角交差点もある典型的なボトルネック区間であったため、バイパスを整備して区間内に馬頭大橋を新設。
- 小川バイパス
  - 旧小川町（現 那珂川町）内の区間における慢性的な渋滞や通過交通により引き起こされる交通事故の解消などを目的に事業化。1995年（平成7年）9月7日開通[20]。
- 志鳥バイパス
  - 那珂川町内と那須烏山市内にミニバイパス1本ずつの新設とそれらバイパス同士の間の現道拡幅事業。
- 上川井工区
  - 志鳥バイパスと鹿子畑バイパスを結ぶ区間の現道改良事業。曲線の改良や歩道の整備などを行うことで走行の快適性を向上することとしている。2018年12月現在事業中[45]。
- 鹿子畑バイパス
  - さくら市鹿子畑（かのこはた）地区の狭隘区間解消のためバイパスを整備。
- 喜連川バイパス
  - 狭隘で直角交差点を有する旧喜連川町中心部を迂回するバイパス。開通時期が古いため歩道がついていない箇所がある。
  - 1973年（昭和48年）11月28日 : 着工。
  - 1976年（昭和51年）7月21日 : 開通[10]。
- 氏家バイパス
  - 旧氏家町内は直角交差点が2箇所あり、かつ狭隘区間であったため交通のボトルネックを解消する目的で事業化。延長約1.7 km、幅員12.5 m(一部16.5 m）。1978年（昭和53年）3月開通[12]。
- 下小倉バイパス
  - 旧上河内町（現 宇都宮市）区間の狭隘区間解消の目的で事業化。
- 西根バイパス
  - 宇都宮市徳次郎町から新里町にかけての区間。この区間の旧道は徳次郎交差点を左折して国道119号と重複して山王団地入口交差点を右折、左に急カーブして現道に合流するルートとなっていた[注釈 9]。
- 宇都宮工区
  - 宇都宮市新里町から田野町にかけての区間の改良事業。工事に際して多気山麓からおよそ幅100 m高さ10 mの地滑りがあり抑止枕工法による整備を行った。延長約5.5 km、幅員14 m、事業費約34億円[19]。
  - 1979年（昭和54年） : 事業開始。
  - 1989年（平成元年） : 完成。
- 楡木バイパス（I期工区）
  - 鹿沼市上殿町から下奈良部町のバイパス新設事業。延長2,300 m、幅員23.5 mの道路で事業費は9億円[46]。
  - 2021年（令和3年）3月22日 : 一部区間 (1.6 km) が部分開通[47]。
  - 2021年（令和3年）8月4日 : 一部区間 (0.7 km) が開通により、全線開通[48]。
- 楡木バイパス（II期工区）
  - 鹿沼市下奈良部町から磯町のバイパス新設事業。延長3,000 mの道路で総事業費は約50億円を見込んでいる[49]。当初鹿沼南バイパスに含まれていた東北自動車道アンダーパス区間を含む。
  - 2021年（令和3年）度 : 事業開始[49]。
- 鹿沼南バイパス
  - 1997年（平成9年）から事業を開始し2000年（平成12年）に第1工区が、2015年（平成27年）11月25日に東北自動車道の手前まで第2工区が開通しており、そこから暫定的に開通している取り付け道路に屈曲し、磯町地内の国道352号へ接続されている。起点側は現道と接続していないため前述の通り第2工区に並行する現道は国道指定を外れていない[24]。
- 金崎バイパス
- 大柿バイパス
  - 1997年（平成9年）に開通した栃木市都賀町大柿（おおがき）を通過するバイパスで、幅員が狭く直角交差点がある旧道のボトルネック区間を解消した。
- 葛生バイパス
  - 1999年（平成11年）開通の佐野市葛生地区を迂回する道路。沿道は日本有数の石灰鉱山等の密集地域であるため大型車が頻繁に往来する。嘉多山トンネルと葛生大橋を新設。
- 樺崎バイパス
  - 佐野・足利市境にある越床峠を越床トンネルでバイパスする道路。
- 大月拡幅
  - 北関東自動車道開通により交通量の増加が見込まれるため、足利インターチェンジに接続する区間の現道拡幅事業中。
- （足利市内の改良事業）
  - 足利市田所町で事業中。既設の足利市道を16.0 mに拡幅し、国道に振り替えるもの[50][51]。足利市のHPに助戸新山町経由の現道を田所町経由の新ルートに切り替える表記あり[52]。

### 重複区間

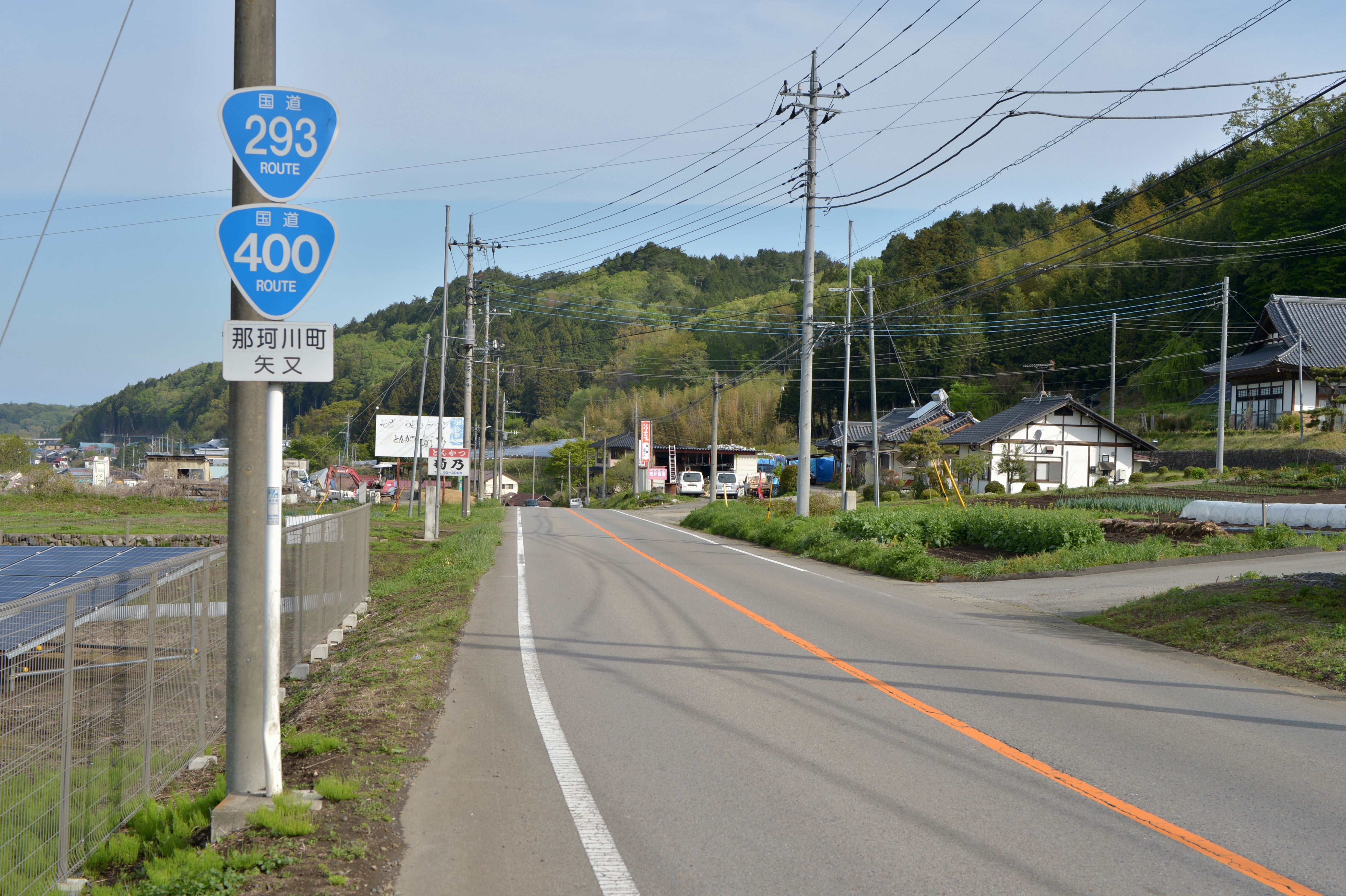
国道293号・400号（重複区間） 栃木県那珂川町

栃木県鹿沼市の中心市街では、国道121号・国道293号・国道352号の3連重複区間があり、この区間の道路わきには国内でも珍しく、3路線分だけ縦に3つ連なる国道標識が立ち並ぶ。
- 国道349号（茨城県常陸太田市）
- 国道400号（茨城県常陸大宮市東富町・東富交差点 - 栃木県那珂川町小川・若鮎大橋西交差点）
- 国道294号（栃木県那珂川町小川・若鮎大橋西交差点 - 那珂川町小川・旭町交差点）
- 国道4号（栃木県さくら市氏家・川岸交差点 - さくら市馬場・馬場南交差点）
- 国道121号（栃木県鹿沼市天神町・市役所前交差点 - 鹿沼市下材木町・下材木町交差点）
- 国道352号（栃木県鹿沼市天神町・市役所前交差点 - 鹿沼市楡木町・追分交差点交差点）

### 道路施設

#### 主な橋梁
- 里川橋（里川、常陸太田市）
  - 2014年（平成26年）11月19日に新橋が開通[54]。旧橋は1956年（昭和31年）に完成した鉄筋コンクリートゲルバー式T桁橋で、2011年（平成23年）3月11日に発生した東日本大震災により甚大な被害を受け、地震直後から全面通行止めを余儀なくされてきた。災害復旧事業により、両側歩道を備えた新たな橋梁の整備を進め新橋を供用し3年半ぶりの開通となった[55]。
- 常井橋（山田川、常陸太田市）
- 富岡橋（久慈川、常陸大宮市）
- 伴睦峠高架橋（那珂川町）
  - 従来の伴睦峠区間は狭隘で法面崩落や落石の危険などがあることから国道293号矢又工区として改良事業を行った際に手延べ式送り出し方式で建設。1999年（平成11年）供用開始。総延長280 m[23]。
- 若鮎大橋（那珂川、那珂川町）※小川バイパス
  - 1995年（平成7年）9月竣工。総延長351.95 m、幅員12.5 m[20]。旧道に架かかっていた新那珂橋は東日本大震災で大きく損傷し、復旧困難と判断されたため撤去された。
- 新旭橋（内川、さくら市）
- 新連城橋（荒川、さくら市）※喜連川バイパス
- 五行橋（五行川、さくら市）※氏家バイパス
- 氏家大橋（鬼怒川、さくら市 - 宇都宮市）
- 小倉橋（思川、鹿沼市 - 栃木市）
- 金崎立体橋（東武日光線、栃木市）※金崎バイパス
- 葛生大橋（秋山川、佐野市)※葛生バイパス
- 田中橋（渡良瀬川、足利市）

#### トンネル
- 花立トンネル（常陸大宮市）
- 新会沢トンネル（栃木市 - 佐野市）
  - 会沢トンネルの南側に平成24年開通。大型車同士のすれ違いの困難の解消と歩行者の安全確保などを目的として事業化。トンネル延長392 m、取り付け道路を含めて900 m。新トンネルは足利方面車線と歩道として供用。従来の会沢トンネルは引き続き鹿沼・宇都宮方面車線として供用中[56]。
- 嘉多山トンネル（佐野市）
  - 葛生バイパス区間の嘉多山公園直下に位置する。
- 越床トンネル（佐野市 - 足利市）
  - 越床峠をバイパスする樺崎バイパスの中核となるトンネル。延長は562 m[57]。

#### 道の駅
- 茨城県
  - みわ（常陸大宮市）
- 栃木県
  - ばとう（那須郡那珂川町）
  - きつれがわ（さくら市）
  - うつのみや ろまんちっく村（宇都宮市）
  - にしかた（栃木市）

### 交通量
24時間交通量
| 都道府県名 | 地点               | 台数   |
| ---------- | ------------------ | ------ |
| 茨城県     | 常陸大宮市八田     | 11,642 |
| 茨城県     | 常陸大宮市鷲子1670 | 04,807 |
| 栃木県     | 鹿沼市樅山町73     | 16,667 |
| 栃木県     | 佐野市山栃本1483-4 | 18,636 |

## 地理

### 通過する自治体
- 茨城県
  - 日立市 - 常陸太田市 - 常陸大宮市
- 栃木県
  - 那須郡那珂川町 - 那須烏山市 - さくら市 - 宇都宮市 - 鹿沼市 - 栃木市 - 佐野市 - 足利市

### 交差する道路
- 交差する道路の特記がないものは市道。

| 交差する道路                                       | 交差する道路                                   | 交差点名   | 交差点名             |
| -------------------------------------------------- | ---------------------------------------------- | ---------- | -------------------- |
| 国道245号                                          | 国道245号                                      | 日立市     | 留町                 |
|                                                    | 県道358号日立東海線                            | 日立市     | 留大橋北             |
| 国道6号（陸前浜街道）                              | 国道6号（陸前浜街道）                          | 日立市     | 大和田町             |
| 国道349号バイパス                                  | 国道349号バイパス                              | 常陸太田市 | 三才町               |
| 国道349号                                          | 国道349号                                      | 常陸太田市 | 常陸太田駅前         |
|                                                    | -                                              | 常陸太田市 | 山下町               |
| 県道61号日立笠間線                                 | 県道61号日立笠間線                             | 常陸太田市 | （木崎一町地内）     |
| 県道33号常陸太田大子線 県道61号日立笠間線          | -（屈折）                                      | 常陸太田市 | 内堀町               |
|                                                    | 県道224号西山荘線                              | 常陸太田市 | 西山荘入口           |
| 県道167号富岡玉造常陸太田線                        |                                                | 常陸太田市 | 大平                 |
| 県道62号常陸那珂港山方線                           | 県道166号和田上河合線                          | 常陸太田市 | 久米西               |
|                                                    | 県道62号常陸那珂港山方線                       | 常陸太田市 | 花房                 |
| 県道165号山方常陸大宮線                            | -                                              | 常陸大宮市 | 富岡橋東             |
| -（屈折）                                          | 県道21号常陸大宮御前山線 県道168号静常陸大宮線 | 常陸大宮市 | 上町東               |
| 国道118号                                          | 国道118号                                      | 常陸大宮市 | 東富                 |
| （ビーフライン）                                   | （ビーフライン）                               | 常陸大宮市 | 八田坂上             |
| 県道102号長沢水戸線                                | 県道102号長沢水戸線                            | 常陸大宮市 | 玉川                 |
| -                                                  | 県道161号門井山方線                            | 常陸大宮市 | （北塩子地内）       |
| 県道161号門井山方線                                | -                                              | 常陸大宮市 | （北塩子地内）       |
| -（屈折）                                          | 県道12号那須烏山御前山線                       | 常陸大宮市 | 上小瀬               |
| 県道163号下檜沢上小瀬線                            | -                                              | 常陸大宮市 | （上小瀬地内）       |
| -                                                  | 県道287号山内上小瀬線                          | 常陸大宮市 | 永代橋西             |
| -                                                  | 県道12号那須烏山御前山線                       | 常陸大宮市 | やすらぎの里公園入口 |
| 県道29号常陸太田那須烏山線 県道234号小田野大那地線 | -（屈折）                                      | 常陸大宮市 | 鷲子                 |
| -                                                  | 県道29号常陸太田那須烏山線                     | 常陸大宮市 | （鷲子地内）         |
| -                                                  | 県道232号矢又大内線                            | 那珂川町   | （矢又地内）         |
| 県道27号那須黒羽茂木線                             | 県道27号那須黒羽茂木線                         | 那珂川町   | 下馬頭               |
| 県道52号矢板那珂川線                               | -（屈折）                                      | 那珂川町   | 三枚畑               |
| 県道52号矢板那珂川線                               | -                                              | 那珂川町   | 北向田               |
| 国道294号                                          | 国道294号                                      | 那珂川町   | 旭町                 |
| 県道233号小川田野倉線                              | 県道233号小川田野倉線                          | 那珂川町   | 神田城               |
| 県道25号那須烏山矢板線                             | 県道25号那須烏山矢板線                         | さくら市   | （鹿子畑地内）       |
| -                                                  | 県道222号熊田喜連川線                          | さくら市   | 鍬柄坂下             |
| 県道74号塩谷喜連川線                               | -                                              | さくら市   | 旭町                 |
| 県道180号蒲須坂喜連川線                            | -                                              | さくら市   | 葛城                 |
| 県道114号佐久山喜連川線                            | -                                              | さくら市   | 早乙女               |
|                                                    | 県道225号花岡狹間田線                          | さくら市   | 松山                 |
| （グリーンライン）                                 | （グリーンライン）                             | さくら市   | 総合運動公園入口     |
| （旧293号）                                        | -                                              | さくら市   | 桜野                 |
| 県道48号大田原氏家線                               |                                                | さくら市   | 櫻野南               |
| 県道181号上高根沢氏家線                            | 県道181号上高根沢氏家線                        | さくら市   | 氏家                 |
| -（屈折・重複）                                    | 国道4号（氏家矢板バイパス）                    | さくら市   | 川岸                 |
| 国道4号（氏家矢板バイパス）                        | -（屈折・重複）                                | さくら市   | 馬場南               |
| 県道239号白沢下小倉線                              | 県道239号白沢下小倉線                          | 宇都宮市   | 下小倉東             |
| 県道63号藤原宇都宮線                               | 県道63号藤原宇都宮線                           | 宇都宮市   | 中里原               |
| 県道159号小林逆面線                                | 県道159号小林逆面線                            | 宇都宮市   | 中里                 |
| -                                                  | 県道73号上横倉下岡本線                         | 宇都宮市   | 上横倉町             |
| 国道119号                                          | 国道119号                                      | 宇都宮市   | 徳次郎               |
| 日光宇都宮道路                                     | 国道119号（日光宇都宮道路）                    | 宇都宮市   | 徳次郎IC             |
| 県道22号大沢宇都宮線                               | 県道22号大沢宇都宮線                           | 宇都宮市   | 新里町               |
| -（屈折）                                          | 県道70号宇都宮今市線                           | 宇都宮市   | 田野町東             |
| 県道70号宇都宮今市線                               | -（屈折）                                      | 宇都宮市   | 田野町               |
| 県道268号鹿沼環状線                                | 県道268号鹿沼環状線                            | 鹿沼市     | 仁神堂町             |
| -（屈折）                                          | 県道217号鹿沼停車場線                          | 鹿沼市     | JR鹿沼駅前           |
| 国道121号・国道352号                               | -（屈折・重複）                                | 鹿沼市     | 市役所前             |
| 県道14号鹿沼日光線                                 | 県道4号宇都宮鹿沼線                            | 鹿沼市     | 石橋町               |
|                                                    | 国道121号                                      | 鹿沼市     | 下材木町             |
| 県道120号新鹿沼停車場線                            |                                                | 鹿沼市     | 新鹿沼駅前           |
| -                                                  | 県道268号鹿沼環状線                            | 鹿沼市     | 上殿丁字路           |
| 県道15号鹿沼足尾線                                 | -                                              | 鹿沼市     | 大門宿               |
| 県道137号樅山停車場線                              |                                                | 鹿沼市     | 樅山駅前             |
| 県道127号楡木停車場線                              | -                                              | 鹿沼市     | （楡木町地内）       |
| -                                                  | 県道6号宇都宮楡木線                            | 鹿沼市     | 楡木町               |
| -                                                  | 国道352号                                      | 鹿沼市     | 追分交差点           |
| 県道307号深程楡木線                                | -                                              | 鹿沼市     | 磯町                 |
| 国道293号鹿沼南バイパス（起点方面）                | 県道3号宇都宮亀和田栃木線                      | 鹿沼市     | （亀和田町地内）     |
| -                                                  | 栃木県道3号宇都宮亀和田栃木線（旧道）          | 鹿沼市     | 小倉橋東             |
| -                                                  | 県道131号金崎停車場線                          | 栃木市     | 小倉橋西             |
| 県道177号上久我栃木線                              |                                                | 栃木市     | 工業団地入口         |
| -（屈曲）                                          | 県道3号宇都宮亀和田栃木線（栃木方面）          | 栃木市     | 西方小学校前歩道橋   |
|                                                    | 県道177号上久我栃木線                          | 栃木市     | 西方中前             |
| 県道37号栃木粟野線                                 | 県道37号栃木粟野線                             | 栃木市     | 大柿十字路           |
| 県道32号栃木粕尾線                                 | 県道32号栃木粕尾線                             | 栃木市     | 尻内橋東             |
| 県道32号栃木粕尾線旧道                             | -                                              | 栃木市     | 尻内町               |
|                                                    | 県道123号葛生停車場線                          | 佐野市     | （葛生西3丁目地内）  |
| 県道200号秋山葛生線                                | -                                              | 佐野市     | （葛生西2丁目地内）  |
| -                                                  | 県道210号柏倉葛生線                            | 佐野市     | 天神橋西             |
| -                                                  | 県道126号栃木田沼線                            | 佐野市     | 山越                 |
| -                                                  | 県道124号田沼停車場線                          | 佐野市     | （栃本町地内）       |
|                                                    | 県道115号田沼唐沢山公園線                      | 佐野市     | 田沼上町             |
| 県道66号桐生田沼線                                 | 県道16号佐野田沼線                             | 佐野市     | 田沼上町西           |
| 県道201号作原田沼線                                | -                                              | 佐野市     | （石塚町地内）       |
| 県道175号山形寺岡線                                | 県道175号山形寺岡線                            | 佐野市     | 山形入口             |
| 北関東自動車道                                     | 北関東自動車道                                 | 足利市     | 足利IC               |
| 県道40号足利環状線 県道284号松田大月線             | 県道40号足利環状線                             | 足利市     | 大月町               |
| 県道67号桐生岩舟線                                 | 県道67号桐生岩舟線                             | 足利市     | 通1丁目              |
| -（屈折）                                          | 県道8号足利館林線                              | 足利市     | 田中橋北             |
| 県道40号足利環状線                                 | 県道40号足利環状線 県道152号赤岩足利線         | 足利市     | 朝倉町               |
| 国道50号（足利バイパス）                           | 国道50号（足利バイパス）                       | 足利市     | 卸売市場前           |

### 河川
- 里川
- 山田川
- 浅川
- 久慈川
- 那珂川
- 江川
- 内川
- 荒川
- 五行川
- 鬼怒川
- 黒川
- 思川
- 秋山川
- 旗川
- 渡良瀬川

### 峠
- 茨城県
  - 白谷峠・または白岩峠（常陸大宮市）
  - 花立峠（常陸大宮市）
  - 伴睦峠（那須郡那珂川町）

伴睦峠（標高300 m）はこの道路の最高地点で、国道指定に尽力した政治家の大野伴睦にちなんで名付けられたもの。茨城県 - 栃木県境付近に位置するが、厳密には県境ではなく若干栃木県側へ入った場所にある。
- 栃木県
  - 弥五郎坂（さくら市）
  - 会沢峠（栃木市 - 佐野市）
  - 越床峠（佐野市 - 足利市）